# Jeff Bergman
Jeffrey Bergman, detto Jeff (Filadelfia, 10 luglio 1960), è un attore e doppiatore statunitense.

## Carriera
Ha fornito la propria voce per vari personaggi di cartoni animati classici, tra cui quelli di Looney Tunes e Hanna-Barbera.
È stato il sostituto di Mel Blanc dopo la sua morte, avvenuta nel 1989, come voce di Bugs Bunny e di molti altri personaggi della Warner Bros.

## Filmografia parziale

### Doppiatore
- Vari personaggi in The Bugs Bunny and Tweety Show (1986)
- Bugs Bunny / Daffy Duck in Cartoon All-Star in soccorso (1990) - cortometraggio
- Bugs Bunny / Daffy Duck in Gremlins 2 - La nuova stirpe (1990)
- George Jetson / Mr. Spacely / Board Member in I pronipoti - Il film (1990)
- Vari personaggi in Bugs Bunny's Overtures to Disaster (1991) - Film TV
- Vari personaggi in I favolosi Tiny (1990-1991) - 26 episodi
- Foghorn Leghorn / Daffy Duck in The Plucky Duck Show (1992) - TV
- Brand Spanking New! Doug (1996-1999) - 65 episodi
- The Banana Splits (1999) - 4 episodi
- Ace Ventura (1999-2000) - 15 episodi
- Vari personaggi in The Flintstones: On the Rocks (2001) - Film TV
- Cartoon Network's Funniest Bloopers and Other Embarrassing Moments (2003) - Film TV
- Garrison Keillor / Alda-nator in The Cleveland Show (2010)
- Ronald Reagan in Qualcosa di straordinario (2012) - non accreditato
- Charlie Tuna in Foodfight! (2012)
- Morgan Freeman in The Tonight Show with Jay Leno (2012)
- Newt Gingrich / MItt Romney / Mitt Romney & altri in Jimmy Kimmel Live! (2011-2012) - 5 episodi
- Woody Allen / Mitt Romney in Conan (2012)
- Bugs Bunny / Daffy Duck / Foghorn Leghorn & altri in Lo spettacolo dei Looney Tunes (2011-2013) - 52 episodi
- Dan Schneider / James P. Sullivan / Daffy Duck & altri in Mad (2013)
- Bugs Bunny / Daffy Duck / Foghorn Leghorn & altri in Looney Tunes: Due conigli nel mirino (2015)
- Announcer / The Joker in Batman: Return of the Caped Crusaders (2016)
- George Jetson / Mr. Spacely in I Jetson e il WWE - Viaggio nel tempo (2017)
- Droopy / American Reporter in Tom & Jerry: Willy Wonka e la fabbrica di cioccolato (2017)
- Vari personaggi in Mike Tyson Mysteries (2014-2020) - 11 episodi
- Bugs Bunny / Elmer Fudd / Foghorn Leghorn & altri in Wabbit: A Looney Tunes Production (2015-2020) - 120 episodi
- Donald Trump / Joe Biden / Narratore & altri in Our Cartoon President (2018-2020) - 46 episodi
- Narrator / Clint Eastwood / Morgan Freeman & altri in Hollywood.Con (2021)
- Ronald Reagan / Johnny Carson in For All Mankind (2019-2021) - 7 episodi
- Bugs Bunny / Sylvester / Yosemite Sam & altri in Space Jam 2 - New Legends (2021)
- Yogi Bear / Mr. Jinks / Wally Gator in Jellystone (2021-2022)
- Sylvester / Elmer Fudd / Foghorn Leghorn in Looney Tunes Cartoons (2019-2022) - 47 episodi
- Fred Flintstone / Homer Simpson / Scott Caan in I Griffin (2006-2022) - 19 episodi
- Mayor Foghorn Leghorn / Sylvester / Foghorn Leghorn in Costruttori di Bugs Bunny (2022) - 3 episodi

### Attore
- Remember WENN (1996; 1998) - Serie TV